# Château du Mesnil-Guillaume
Le château du Mesnil-Guillaume est une demeure qui se dresse sur la commune française du Mesnil-Guillaume dans le département du Calvados, en région Normandie.

## Localisation
L'édifice est situé à 750 m au nord du bourg du Mesnil-Guillaume, dans le département français du Calvados.

## Historique
Luc Duchemin de la Haulle (1611-1686), lieutenant général du bailli de Cotentin, député des États de Normandie aux États généraux de Tours, est seigneur du Mesnil-Guillaume et d'Hébécrevon.

## Architecture
L'édifice est inscrit au titre des monuments historiques depuis le 19 janvier 1927.